# 61e cérémonie des British Academy Television Awards
Pour la cérémonie des BAFTAs récompensant le cinéma, voir la 67e cérémonie des British Academy Film Awards.
La 61e cérémonie des British Academy Television Awards (BATA), organisée par la British Academy of Film and Television Arts, s'est déroulé lieu le 18 mai 2014. Elle a récompensé les programmes diffusés à la télévision britannique au cours de la saison 2013-2014.
Les nominations ont été annoncées le 7 avril 2014. Les British Academy Television Craft Awards récompensant les équipes techniques ont eu lieu le 27 avril 2014.

## Palmarès

### Interprétation

#### Meilleur acteur
- Sean Harris pour le rôle de Stephen Morton dans Southcliffe
  - Jamie Dornan pour le rôle de Paul Spector dans The Fall
  - Luke Newberry pour le rôle de Kieren "Ren" Walker dans In the Flesh
  - Dominic West pour le rôle de Richard Burton dans Burton & Taylor

#### Meilleure actrice
- Olivia Colman pour le rôle d'Ellie Miller dans Broadchurch
  - Helena Bonham Carter pour le rôle d'Elizabeth Taylor dans Burton & Taylor
  - Kerrie Hayes pour le rôle d'Esther Price dans The Mill
  - Maxine Peake pour le rôle de Grace Middleton dans The Village

#### Meilleur acteur dans un second rôle
- David Bradley pour le rôle de Jack Marshall dans Broadchurch
  - Jerome Flynn pour le rôle de Bennet Drake dans Ripper Street
  - Nico Mirallegro pour le rôle de Joe Middleton dans The Village
  - Rory Kinnear pour le rôle de David Whitehead dans Southcliffe

#### Meilleure actrice dans un second rôle
- Sarah Lancashire pour le rôle de Caroline dans Last Tango in Halifax
  - Shirley Henderson pour le rôle de Claire Salter dans Southcliffe
  - Claire Rushbrook pour le rôle de Linda Earl-Bouchtat dans Journal d'une ado hors norme
  - Nicola Walker pour le rôle de Gillian dans Last Tango in Halifax

#### Meilleure interprétation dans un divertissement
- Ant and Dec dans Ant & Dec's Saturday Night Takeaway
  - Charlie Brooker dans 10 O'Clock Live
  - Sarah Millican dans The Sarah Millican Television Programme
  - Graham Norton dans The Graham Norton Show

#### Meilleure interprétation masculine dans un rôle comique
- Richard Ayoade dans The IT Crowd
  - Mathew Baynton dans The Wrong Mans
  - James Corden dans The Wrong Mans
  - Chris O'Dowd dans The IT Crowd

#### Meilleure interprétation féminine dans un rôle comique
- Katherine Parkinson dans The IT Crowd
  - Frances de la Tour dans Vicious
  - Kerry Howard dans Him & Her
  - Doon Mackichan dans Plebs

### Drames

#### Meilleure série dramatique
- Broadchurch
  - My Mad Fat Diary
  - Top of the Lake
  - The Village

#### Meilleur téléfilm dramatique
- Complicit
  - An Adventure in Space and Time
  - Black Mirror - Be Right Back
  - The Wipers Times

#### Meilleure mini-série dramatique
- In the Flesh
  - The Fall
  - The Great Train Robbery
  - Southcliffe

#### Meilleur feuilleton dramatique
- Coronation Street
  - Casualty
  - EastEnders
  - Holby City

### Comédies

#### Meilleure sitcom
- Him & Her
  - Count Arthur Strong
  - The IT Crowd
  - Toast of London

#### Meilleure série comique
- A League of Their Own
  - The Graham Norton Show
  - The Revolution Will Be Televised
  - Would I Lie to You?

### Autres

#### Meilleure série internationale
- Breaking Bad
  - Borgen
  - House of Cards
  - Les Revenants

#### Radio Times Audience Award
- Doctor Who - Le Jour du Docteur (The Day of the Doctor)
  - Breaking Bad
  - Broadchurch
  - Educating Yorkshire
  - Gogglebox
  - The Great British Bake Off

#### Meilleur téléfilm
- Long Lost Family
  - The Choir: Sing While You Work
  - Grand Designs
  - The Great British Bake Off

#### Meilleur reportage d'information
- ITV News at Ten: Woolwich Attacks
  - Channel 4 News: Egypt Military Coup
  - BBC North West Tonight: The Dale Cregan Verdict
  - ITV News Granada Reports: The Lee Rigby Trial

#### Meilleur programme d'actualités
- Dispatches: Syria: Across The Lines
  - The Cruel Cut
  - Dispatches: The Hunt For Britain's Sex Gangs
  - Dispatches: North Korea: Life Inside The Secret State

#### Meilleure série d'actualités
- Bedlam
  - Educating Yorkshire
  - Keeping Britain Alive: The NHS in a Day
  - The Route Masters: Running London's Roads

#### Meilleur programme documentaire
- The Murder Trial
  - 28 Up South Africa
  - The Day Kennedy Died
  - The Unspeakable Crime: Rape

#### Meilleur programme de téléréalité
- Gogglebox
  - The Big Reunion
  - Dans l'œil du dragon
  - The Undateables

#### Meilleur programme de divertissement
- Ant & Dec's Saturday Night Takeaway
  - Derren Brown: The Great Art Robbery
  - Dynamo: Magician Impossible
  - Strictly Come Dancing

#### Meilleur programme de sport
- The Ashes 2013
  - Bollywood Carmen Live
  - Festival de Glastonbury 2013 (Glastonbury Festival 2013)
  - Tournoi de Wimbledon 2013 - Finale simple messieurs (2013 Wimbledon Championships – Men's Singles final)

### BAFTA Fellowship
- Julie Walters[3]

### Special Award
- Cilla Black